# Storebro Boats

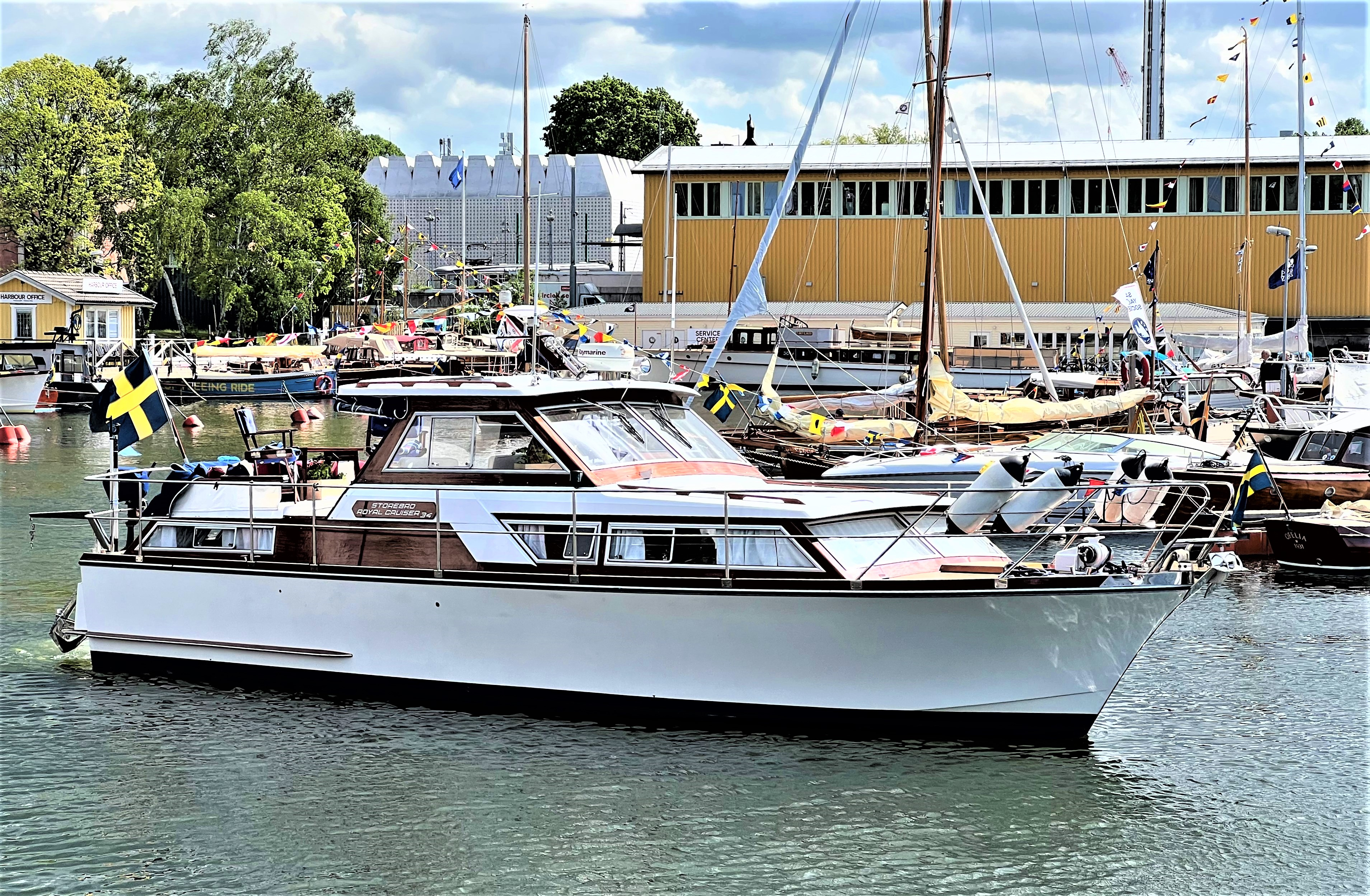
En Storebro Royal Cruiser 34 i Wasahamnen i Stockholm

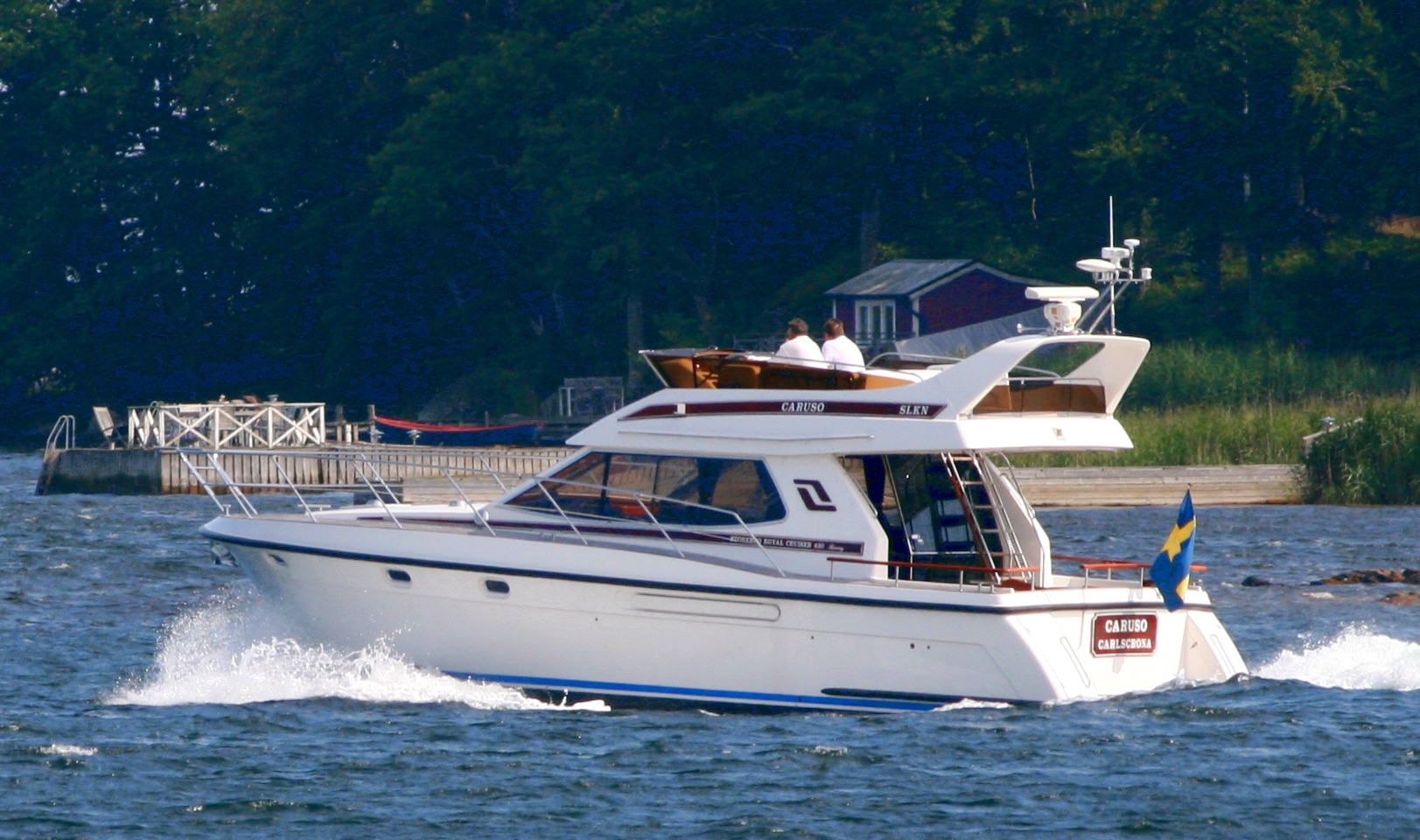
En Storebro Royal Cruiser 430 Biscay.

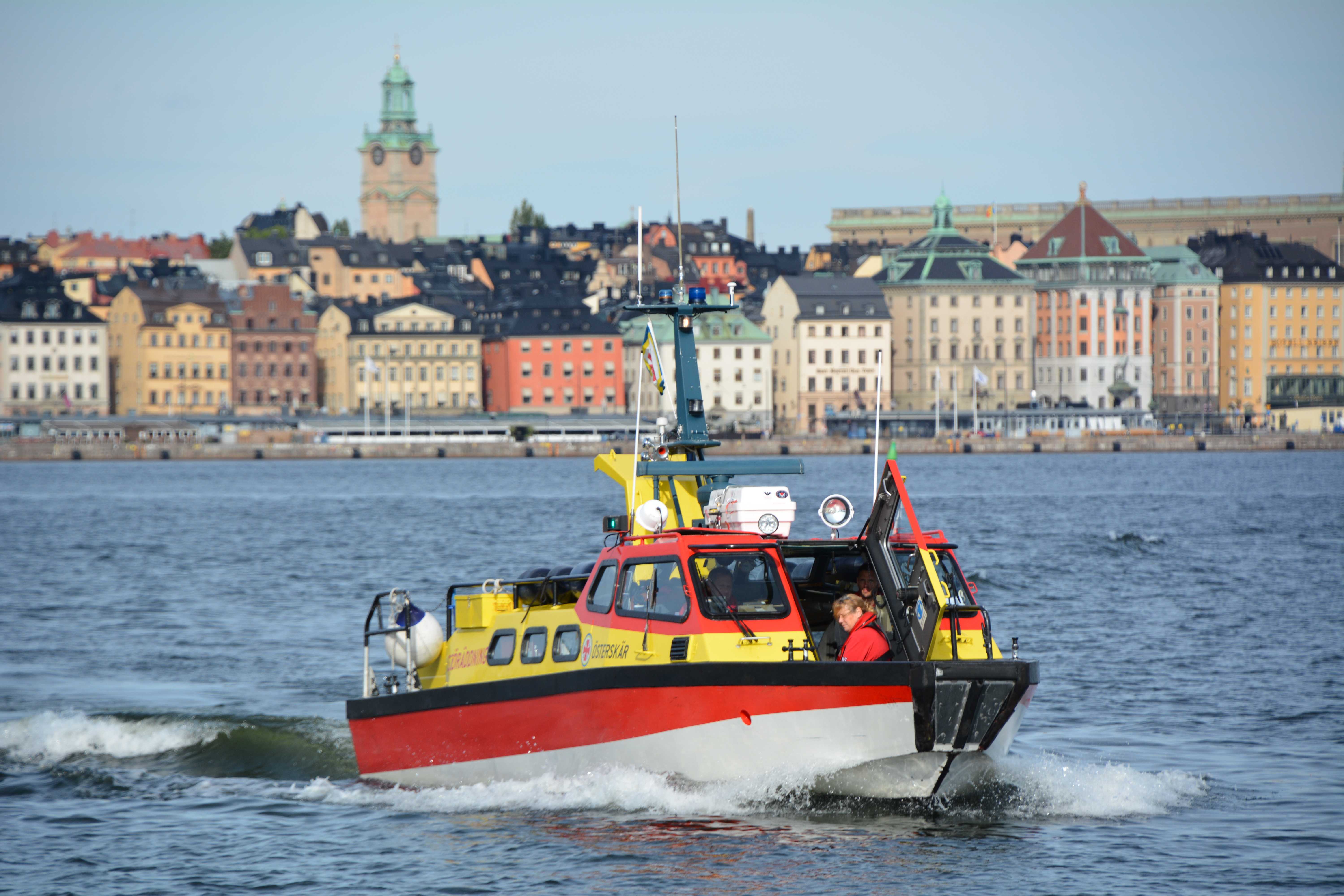
Rescue Österskär på Stockholms ström, en tidigare Stridsbåt 90E, byggd 1994 av Storebro bruk

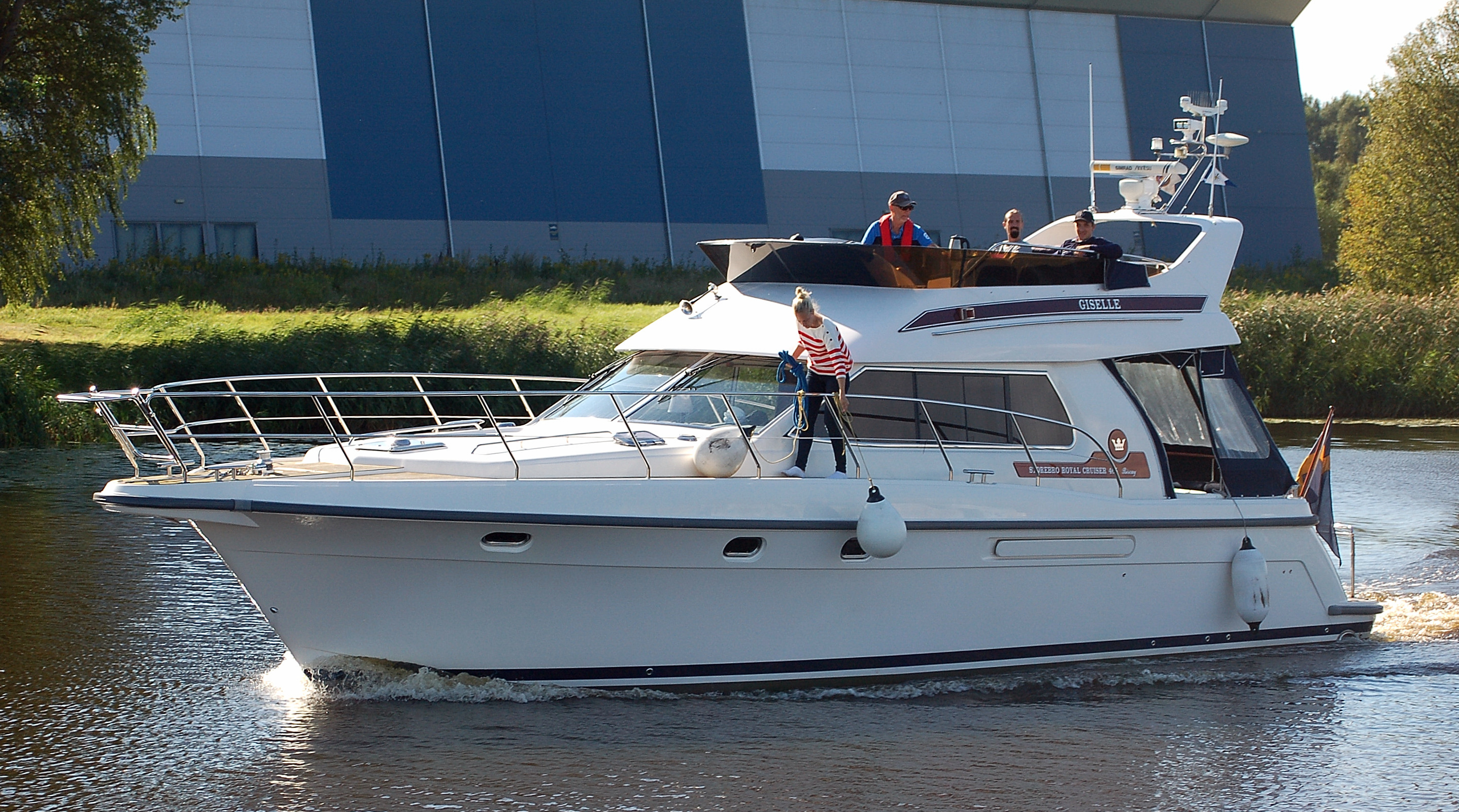
Storebro Royal Cruiser 465 Biscay

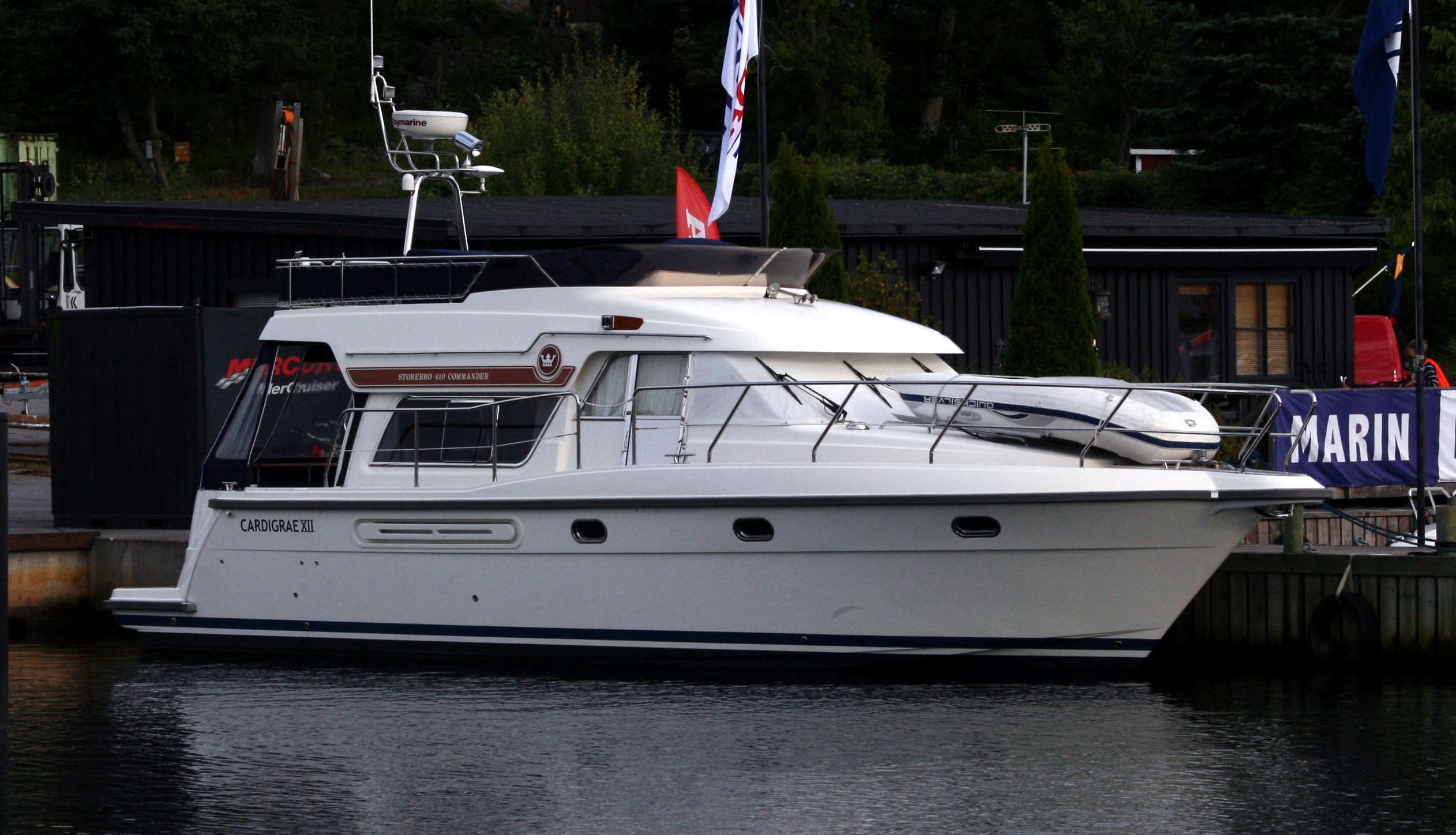
Storebro 410 Commander 2009.

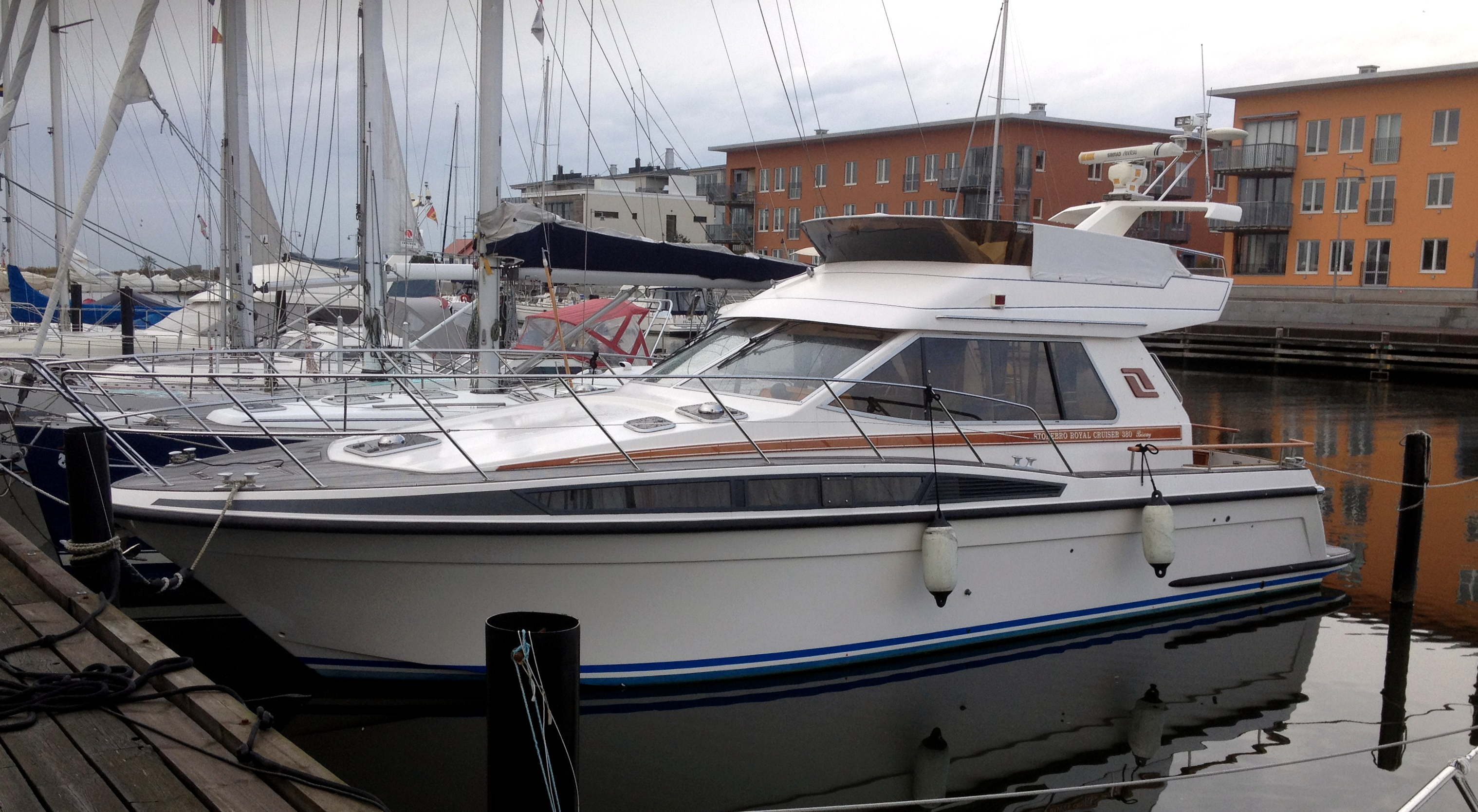
Storebro Royal Cruiser 380 Biscay

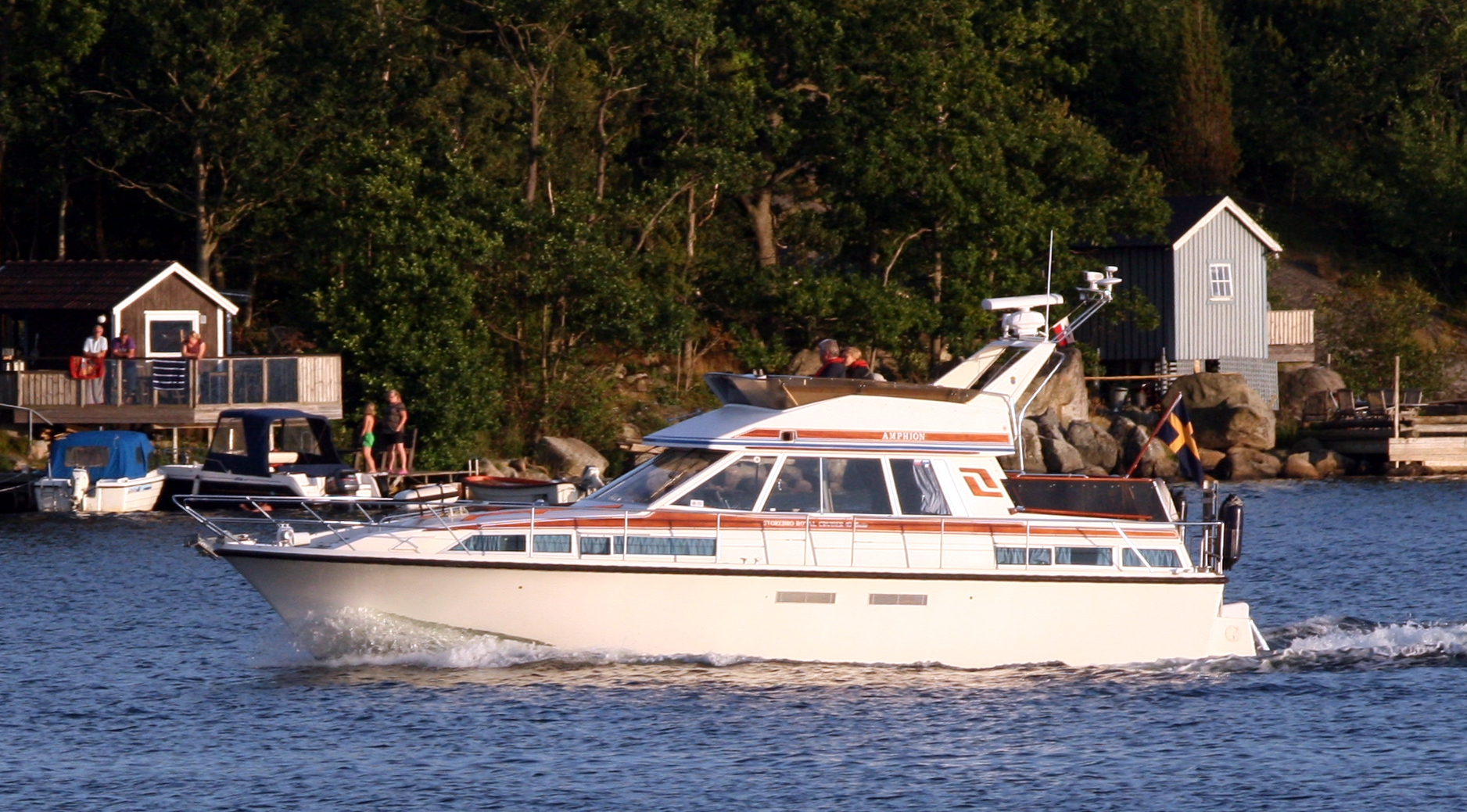
Storebro Royal Cruiser 40 Baltic

Storebro Boats, tidigare Storebro Bruk och Örnmaskiner, är en svensk båttillverkare med produktion i Storebro och Lysekil.
Örnmaskiner grundades i Storebro 1933 av Ivar Gustafsson tillsammans med bröderna Sigurd och Harry samt vännen Georg Larsson. 1963 köpte Örnmaskiner Storebro Bruk. Bolagen slogs samman under namnet Storebro Bruk. 1997 såldes Storebro Bruk till Hans Mellström. Han grundade företagsgruppen Viamare Boats, inom vilket företag Storebro fick sällskap av varumärkena Nimbus, Ryds och Maxi. Företagsnamnet ändrades senare till Nimbus Boats. 2006 köptes Nimbus Boats av det svenska riskkapitalbolaget Altor. 2012 försattes Nimbus Boats i konkurs. Storebro Boats köptes kort därefter från konkursboet av en privatperson som uppgav att han realiserade en pojkdröm.
Storebro Boats köpte 2014 Nord West Yachts.
Storebro Boats är bland annat underleverantör till andra båttillverkare. Båttillverkningen fortgår om än i begränsad omfattning. Företaget bedriver underhåll och reparationer av båtar och är underleverantör till andra båttillverkare.

## Historik
Örnmaskiner påbörjade 1946 tillverkning av båtar. Första båten var en roddbåt som tillverkades av estländska snickare som under kriget flytt till Vimmerby. 1965 tog ägarna över Storebro Bruk och slog samman verksamheten under namnet Storebro Bruks AB.
Båttillverkningen fortsatte under varumärket Storebro av civila och militära båtar, bland annat den svenska amfibiekårens Stridsbåt 90E, en enmotorig kolfiberlaminatsbåt som är cirka 12 m lång. Den större och vanligare tvåmotoriga varianten, Stridsbåt 90H, tillverkas av Dockstavarvet. Man hade också baserat en civil daycruiser, J32, på Stridsbåt 90E. J32 har den ovanliga egenskapen att tack vare vattenjetaggregatet och det förstärkta skrovet kan köra "rakt upp på land" precis som den militära versionen.
1966 lanserades den drygt 10 meter långa motorbåten Storö IV. Båtmodellen genomgick sedermera såväl namnbyten som löpande modifieringar. Storö IV, Storebro 34 och Royal Cruiser 34 ingår alla i samma modellfamilj. Modellen lade grunden till att Storebrobåtarna kom att betraktas som lyxbåtar och direktörens självklara val.  På den tyska marknaden marknadsfördes båtarna under varumärket Adler.
På 80- och 90-talet började Storebro bygga större motorbåtar i plast som levererades till kunder i bland annat Mellanöstern och Asien. Storebro blev under dessa år känt för att producera båtar i premiumklass. Bland kunderna fanns svenska kungen som har ägt flera Storebrobåtar. Företaget var även under en tid kunglig hovleverantör.

## Båtmodeller
Storebro har genom åren producerat många olika motor- och segelbåtsmodeller, både för yrkes- och fritidsbruk. 
Av Storebro använda modellbeteckningsändelser:
- Baltic - med akterruff
- Biscay - utan akterruff
- Adriatic - öppen styrplats utan akterruff
- Commander - Raised pilothouse (förhöjd styrplats) med sidodörrar

I tabellen redovisas ett urval av Storebros fritidsmotorbåtsmodeller.
| Modell                                | Tillverkningsår | Antal byggda | Anmärkning                          |
| ------------------------------------- | --------------- | ------------ | ----------------------------------- |
| Örnen                                 | 1951-1959       | 50           | Mahognyskrov                        |
| Vindö                                 | 1951-1962       | 380          | Mahognyskrov                        |
| Solö Ruff                             | 1952-1964       | 600          | Mahognyskrov                        |
| Svanö                                 | 1956-1962       | 160          | Mahognyskrov                        |
| Bergö                                 | 1963-1964       | 29           | Mahognyskrov                        |
| Storö I, II och III                   | 1959-1968       | 318          | Mahognyskrov                        |
| Kungsörnen                            | 1963-1964       | 3            | Mahognyskrov                        |
| Solö Cabin & Aquacabin                | 1963-1967       | 200          | Mahognyskrov                        |
| Solö Aqua Lyx                         | 1966-1967       | 44           | Mahognyskrov                        |
| Solö Lyx II, III och Royal Cruiser 25 | 1968-1977       | 241          | Glasfiberskrov                      |
| Storö IV och Royal Cruiser 34         | 1966-1988       | 801          | Skrov i glasfiber eller mahogny     |
| Royal Cruiser V och 47                | 1970-1974       | 3            | Mahognyskrov                        |
| Royal Cruiser 31                      | 1975-1991       | 480          | Glasfiberskrov                      |
| Royal Cruiser 36                      | 1982-1988       | 74           | Glasfiberskrov                      |
| Royal Cruiser 38                      | 1974-1980       | 28           | Glasfiberskrov                      |
| Royal Cruiser 40                      | 1979-1988       | 115          | Glasfiberskrov                      |
| Royal Cruiser 43                      | 1972-1975       | 12           | Mahognyskrov                        |
| Royal Cruiser 340                     | 1985-1992       | 193          |                                     |
| Royal Cruiser 355                     | 1995-1998       | 28           |                                     |
| Royal Cruiser 380                     | 1991-1999       | 80           |                                     |
| Royal Cruiser 395                     | 1999-2000       | 13           |                                     |
| Royal Cruiser 400                     | 1988-1992       | 56           |                                     |
| Royal Cruiser 410 och 435             | 2003-           | 106          | 435 fortfarande i produktion        |
| Royal Cruiser 420                     | 1991-1998       | 67           |                                     |
| Royal Cruiser 430                     | 1997-2000       | 42           |                                     |
| Royal Cruiser 465                     | 2001-2002       | 11           |                                     |
| Royal Cruiser 470                     | 1987-1991       | 16           |                                     |
| Royal Cruiser 475                     | 2002-2004       | 16           |                                     |
| Royal Cruiser 500                     | 1987-2000       | 48           |                                     |
| Royal Cruiser 515                     | 2001-2003       | 9            |                                     |
| Royal Cruiser 730                     | 1993            | 1            | Den största båt Storebro byggt      |
| J32 och J34                           | 1997-2000       | 39           | Vattenjet eller raka propelleraxlar |
| Grand Series No. 1                    | 2000-2002       | 4            | Vattenjet eller raka propelleraxlar |

## Storebrobåtar i filmer
En Storebro Royal Cruiser 31 Baltic var en av de två båtar som huvudrollsinnehavarna tävlade med i den första Göta Kanal-filmen. Båten hade namnet Uniship på skrovsidan.
I filmen Himlen är oskyldigt blå används en Storebro Royal Cruiser 34 som rekvisita. I filmen SOS - En sällskapsresa medverkar en Storebro Royal Cruiser 40 som rekvisita.